# Il silenzio della palude
Il silenzio della palude (El silencio del pantano) è un film del 2019 diretto da Marc Vigil, adattamento dell'omonimo libro di Juanjo Braulio.

## Trama
Q è un giornalista che un giorno decide di diventare scrittore di romanzi gialli. I suoi due libri presentano serial killer e si svolgono nella sua città natale di Valencia. Un elemento comune nei crimini che narra nei suoi libri è la corruzione politica, poiché l'assassino si scaglia contro questo tipo di personaggi. L'unico problema è che, a quanto pare, le sue opere non sono esattamente frutto di finzione.

## Distribuzione
Il film è stato distribuito su Netflix da aprile 2020.